# Elezioni regionali in Toscana del 1970
Le elezioni regionali in Toscana del 1970 si tennero il 7-8 giugno. 

## Risultati elettorali
| Liste                                                    | Voti      | %     | Seggi |
| -------------------------------------------------------- | --------- | ----- | ----- |
| Partito Comunista Italiano (PCI)                         | 985.382   | 42,32 | 23    |
| Democrazia Cristiana (DC)                                | 710.908   | 30,53 | 17    |
| Partito Socialista Italiano (PSI)                        | 203.560   | 8,74  | 3     |
| Partito Socialista Unitario (PSU)                        | 148.946   | 6,40  | 3     |
| Movimento Sociale Italiano (MSI)                         | 88.876    | 3,82  | 1     |
| Partito Socialista Italiano di Unità Proletaria (PSIUP)  | 73.947    | 3,18  | 1     |
| Partito Liberale Italiano (PLI)                          | 61.298    | 2,63  | 1     |
| Partito Repubblicano Italiano (PRI)                      | 51.954    | 2,23  | 1     |
| Partito Democratico Italiano di Unità Monarchica (PDIUM) | 2.309     | 0,10  | -     |
| Stella Rossa - Rivoluzione Socialista                    | 1.016     | 0,04  | -     |
| Totale                                                   | 2.328.196 |       | 50    |

| Riepilogo dei seggi | Riepilogo dei seggi | Riepilogo dei seggi | Riepilogo dei seggi | Riepilogo dei seggi | Riepilogo dei seggi | Riepilogo dei seggi |
| ------------------- | ------------------- | ------------------- | ------------------- | ------------------- | ------------------- | ------------------- |
|                     |                     |                     |                     |                     |                     |                     |
| PCI                 | 23                  | N/A                 |                     | PSIUP               | 1                   | N/A                 |
| PSI                 | 3                   | N/A                 |                     | PSU                 | 3                   | N/A                 |
| PRI                 | 1                   | N/A                 |                     | DC                  | 17                  | N/A                 |
| PLI                 | 1                   | N/A                 |                     | MSI                 | 1                   | N/A                 |

## Risultati per provincia
| Provincia     | PCI     | PCI  | DC      | DC   | PSI     | PSI  | PSU     | PSU | MSI    | MSI | PSIUP  | PSIUP | PLI    | PLI | PRI    | PRI |
| Provincia     | Voti    | %    | Voti    | %    | Voti    | %    | Voti    | %   | Voti   | %   | Voti   | %     | Voti   | %   | Voti   | %   |
| ------------- | ------- | ---- | ------- | ---- | ------- | ---- | ------- | --- | ------ | --- | ------ | ----- | ------ | --- | ------ | --- |
| Arezzo        | 87.656  | 42,5 | 72.563  | 35,2 | 16.014  | 7,8  | 9.716   | 4,7 | 6.942  | 3,4 | 8.099  | 3,9   | 3.663  | 1,8 | 1.457  | 0,7 |
| Firenze       | 348.719 | 45,3 | 224.208 | 29,1 | 63.541  | 8,2  | 54.339  | 7,1 | 27.039 | 3,5 | 18.548 | 2,4   | 24.312 | 3,2 | 8.994  | 1,2 |
| Grosseto      | 62.290  | 42,4 | 37.669  | 25,6 | 13.950  | 9,5  | 9.986   | 6,8 | 6.448  | 4,4 | 3.749  | 2,6   | 3.345  | 2,3 | 9.435  | 6,4 |
| Livorno       | 108.028 | 45,2 | 53.396  | 23,8 | 18.178  | 8,1  | 13.573  | 6,0 | 9.371  | 4,2 | 9.461  | 4,2   | 6.464  | 2,9 | 5.752  | 2,6 |
| Lucca         | 55.114  | 22,5 | 112.656 | 46,0 | 24.976  | 10,2 | 19.145  | 7,8 | 11.502 | 4,7 | 8.476  | 3,4   | 7.977  | 3,3 | 5.026  | 2,1 |
| Massa Carrara | 35.759  | 27,6 | 42.468  | 32,9 | 12.766  | 9,9  | 10.123  | 7,8 | 4.944  | 3,8 | 8.148  | 6,3   | 2.695  | 2,1 | 12.368 | 9,6 |
| Pisa          | 110.570 | 43,5 | 73.828  | 29,0 | 26.141  | 10,3 | 13.387  | 5,3 | 13.575 | 5,3 | 7.151  | 2,8   | 4.830  | 1,9 | 4.801  | 1,9 |
| Pistoia       | 77.449  | 45,9 | 49.452  | 29,3 | 14.544  | 8,6  | 11.340  | 6,7 | 6.133  | 3,6 | 3.869  | 2,2   | 3.948  | 2,3 | 2.378  | 1,4 |
| Siena         | 99.197  | 54,1 | 44.647  | 24,3 | 13.450  | 7,3  | 7.368   | 4,0 | 5.250  | 2,9 | 7.661  | 4,2   | 4.064  | 2,2 | 1.743  | 1,0 |
| Totale        | 984.782 | 42,3 | 710.909 | 30,6 | 203.560 | 8,8  | 148.977 | 6,4 | 91.184 | 3,9 | 74.962 | 3,2   | 61.298 | 2,6 | 51.954 | 2,2 |

## Affluenza alle urne
L'affluenza definitiva è stata pari al 95,89%, per un totale di 2.418.505 votanti su 2.522.286 cittadini elettori.
| Provincia     | Affluenza |
| ------------- | --------- |
| Toscana       | 95,89%    |
| Arezzo        | 96,50%    |
| Firenze       | 96,62%    |
| Grosseto      | 95,96%    |
| Livorno       | 95,28%    |
| Lucca         | 93,65%    |
| Massa-Carrara | 93,08%    |
| Pisa          | 96,83%    |
| Pistoia       | 95,59%    |
| Siena         | 97,00%    |

## Consiglieri eletti[1]
| Collegio      | Lista                                           | Eletto                  | Note                                                         |
| ------------- | ----------------------------------------------- | ----------------------- | ------------------------------------------------------------ |
| Arezzo        | Partito Comunista Italiano                      | Leonetto Melani         |                                                              |
| Arezzo        | Partito Comunista Italiano                      | Avio Betas              | Deceduto il 29 febbraio 1972; sostituito da Athos Fiordelli  |
| Arezzo        | Democrazia Cristiana                            | Pietro Ralli            |                                                              |
| Arezzo        | Democrazia Cristiana                            | Giovanni Barbagli       |                                                              |
| Firenze       | Partito Comunista Italiano                      | Elio Gabbuggiani        | Eletto presidente del Consiglio regionale                    |
| Firenze       | Partito Comunista Italiano                      | Walter Malvezzi         |                                                              |
| Firenze       | Partito Comunista Italiano                      | Mauro Giovannini        |                                                              |
| Firenze       | Partito Comunista Italiano                      | Silvano Peruzzi         |                                                              |
| Firenze       | Partito Comunista Italiano                      | Riccardo Degl'Innocenti |                                                              |
| Firenze       | Partito Comunista Italiano                      | Loretta Montemaggi      |                                                              |
| Firenze       | Partito Comunista Italiano                      | Giorgio Mori            |                                                              |
| Firenze       | Democrazia Cristiana                            | Ivo Butini              |                                                              |
| Firenze       | Democrazia Cristiana                            | Enzo Pezzati            |                                                              |
| Firenze       | Democrazia Cristiana                            | Giulio Gacci            | Deceduto il 18 ottobre 1971; sostituito da Ottone Magistrali |
| Firenze       | Democrazia Cristiana                            | Tommaso Bisagno         |                                                              |
| Firenze       | Democrazia Cristiana                            | Giuseppe Matulli        |                                                              |
| Firenze       | Partito Socialista Italiano                     | Lelio Lagorio           | Eletto presidente della regione Toscana                      |
| Firenze       | Partito Socialista Unitario                     | Pietro Mazzocca         |                                                              |
| Firenze       | Movimento Sociale Italiano                      | Camillo Andreoni        |                                                              |
| Firenze       | Partito Liberale Italiano                       | Ubaldo Rogari           |                                                              |
| Firenze       | Partito Socialista Italiano di Unità Proletaria | Guido Biondi            |                                                              |
| Grosseto      | Partito Comunista Italiano                      | Renato Pollini          |                                                              |
| Grosseto      | Partito Comunista Italiano                      | Geo Antonio Palandri    |                                                              |
| Grosseto      | Democrazia Cristiana                            | Africo Dondolini        |                                                              |
| Livorno       | Partito Comunista Italiano                      | Silvano Filippelli      |                                                              |
| Livorno       | Partito Comunista Italiano                      | Rodolfo Giovannelli     |                                                              |
| Livorno       | Partito Comunista Italiano                      | Renzo Cipolla           |                                                              |
| Livorno       | Democrazia Cristiana                            | Dino Lugetti            | Dimesso nel settembre 1971; sostituito da Franco Consani     |
| Livorno       | Partito Socialista Unitario                     | Guglielmo Cini          |                                                              |
| Lucca         | Democrazia Cristiana                            | Antonio Catelli         |                                                              |
| Lucca         | Democrazia Cristiana                            | Ildo Barsanti           |                                                              |
| Lucca         | Democrazia Cristiana                            | Carlo Barsanti          |                                                              |
| Lucca         | Partito Comunista Italiano                      | Lino Federigi           |                                                              |
| Lucca         | Partito Socialista Italiano                     | Fidia Arata             |                                                              |
| Lucca         | Partito Socialista Unitario                     | Sergio Costa            |                                                              |
| Massa-Carrara | Democrazia Cristiana                            | Nello Balestracci       |                                                              |
| Massa-Carrara | Partito Comunista Italiano                      | Dino Bigini             |                                                              |
| Massa-Carrara | Partito Repubblicano Italiano                   | Vittorio Fabrizi        |                                                              |
| Pisa          | Partito Comunista Italiano                      | Anselmo Pucci           |                                                              |
| Pisa          | Partito Comunista Italiano                      | Luciano Lusvardi        |                                                              |
| Pisa          | Democrazia Cristiana                            | Giulio Battistini       |                                                              |
| Pisa          | Democrazia Cristiana                            | Lamberto Tellini        |                                                              |
| Pisa          | Partito Socialista Italiano                     | Marino Papucci          |                                                              |
| Pistoia       | Partito Comunista Italiano                      | Corrado Gelli           |                                                              |
| Pistoia       | Partito Comunista Italiano                      | Gino Filippini          |                                                              |
| Pistoia       | Democrazia Cristiana                            | Luciano Stanghellini    |                                                              |
| Siena         | Partito Comunista Italiano                      | Ilario Rosati           |                                                              |
| Siena         | Partito Comunista Italiano                      | Ilia Coppi              |                                                              |
| Siena         | Partito Comunista Italiano                      | Ugo Pasqualetti         |                                                              |
| Siena         | Democrazia Cristiana                            | Giordano Angiolini      |                                                              |

## Esito delle elezioni
Il 13 luglio viene eletto il presidente del consiglio regionale Elio Gabbuggiani. Il 28 luglio viene eletta la giunta regionale formata da PCI, PSI e PSIUP di cui è presidente Lelio Lagorio che manterrà l'incarico fino alla fine della legislatura. 